# Monasterio de Cines
El monasterio de San Nicolás de Cines, también conocido como San Salvador de Cines por su advocación, fue un monasterio medieval situado en la parroquia de Cines, en el municipio coruñés de Oza-Cesuras (Galicia, España). En la actualidad sólo queda en pie su iglesia monástica. Fue declarado monumento nacional mediante Real Decreto 1057 del 27 de marzo de 1981 .

## Historia
La actual iglesia parroquial sirvió como monasterio. Según López Ferreiro, fue fundado en los últimos años del siglo IX o primeros del siglo X: 

Otro monasterio, el de san Salvador de Cines, había en la misma comarca que alcanzó gran nombradía por la calidad de las personas que lo fundaron y dotaron. Fue fundado a principios del siglo X, o mejor a fines del antecedente, por los condes don Aloito o Alvito y doña Paterna, padres de doña Argilo o Argilona, la cual casada con otro don Alvito, dejó numerosa y muy renombrada prole. La doña Paterna, habiendo quedado, a lo que parece, viuda, se hizo religiosa, deovota, y consagró todos sus pensamientos y cuidados a dotar convenientemente el monasterio que con su marido había fundado.

Sin embargo, las fuentes documentales presentan diversos problemas, por lo que muchos autores consideran falsos los dos primeros documentos de referencia. Un primer documento sería la carta fundacional que señalaba el año 909. Este documento, por descuido de los monjes, desapareció de su tesoro ya en el año 915 .Un segundo documento ha llegado hasta nuestros días, incompleto, mediante copia en pergamino que inició el traslado de los escritos el 22 de abril de 1349. Este segundo documento se refiere a la primera mitad del año 911 (27 de junio) y deja constancia del privilegio concedido al monasterio por el rey Ordoño II y su esposa la reina Elvira, a petición de doña Paterna y se limitan los plazos del monasterio de San Salvador de Cines. Sólo se conserva el inicio del documento. García Álvarez hace la siguiente transcripción:

911- antes 27 de junio 6 .
Regesta: Ordoño, “Hispaniarum rex”, juntamente con su mujer la reina Elvira, a petición de doña Paterna, consagrada a la vida religiosa, acota los términos del monasterio de San Salvador de Cinis, que el hijo de Paterna don Sisnando, decano de la Iglesia Iriense, había fundado en el territorio de Nendos.
“In Dei nomine. Quoniam ab/ eterno rege imperium et regni regimen regibus temporalibus/promittitur, et quamdiu populum suo moderamine regen-/ do regnant per celestem regem se regnare et in regno manere/ non dubitent. Inde est quia reges condecet in honorem summi regis/monasteria et ecclesias exaltare et hereditatibus et prebendis suis multi-/ pliciter ditare. Et quecumque, vt diximus, monasteriis et ecclesiis dan-/ tur vel aliquando data fuerint confirmare et confimata recreare. Ideoque ego Hordonius, Dei gratia Hyspaniarum rex, et uxor mea regina domna / Geluira et omnis vox mea, tibi domne Paterne 8 Deo vote, pro Dei amore et hu-/ mana dilectione et supplicatione tua cautamus monasterium de Cinis, / quod filius tuus domnus Sisnandus 9 , Yriensis 10 ecclesie decanus, ad honorem Sancti / Salvatoris et omnium sanctorum citra Nemitos 11 fundauit. Quod fundatum / ab omni progenie tua presenti, preterita et futura liberum et quietum...”

En el siglo XV pasó a ser priorato dependiente de San Martín Pinario, en Santiago de Compostela.

## Descripción
El templo original del monasterio era mozárabe, aunque de esta época sólo se conserva un capitel de mármol y un canecillo. La iglesia actual es uno de los pocos ejemplos de monasterios que podrían calificarse de gótico en Galicia. Como: "ojival, de tradición románica en la ornamentación, obra de la segunda mitad del siglo XIV" es definida por Ángel del Castillo López. Corresponde a un estilo eclesiástico característico de la zona, otros ejemplos son las iglesias de Santa María del Azogue y de Santiago en la cercana localidad de Betanzos, ya que, en palabras de Hipólito de Sá Bravo: "...todas ellas presentan dentro de un mismo período ―segunda mitad del siglo XIV― las características de los monumentos ojivales con reminiscencias románicas, fieles a la huella de una tendencia constructiva en el ámbito regional».

### Interior

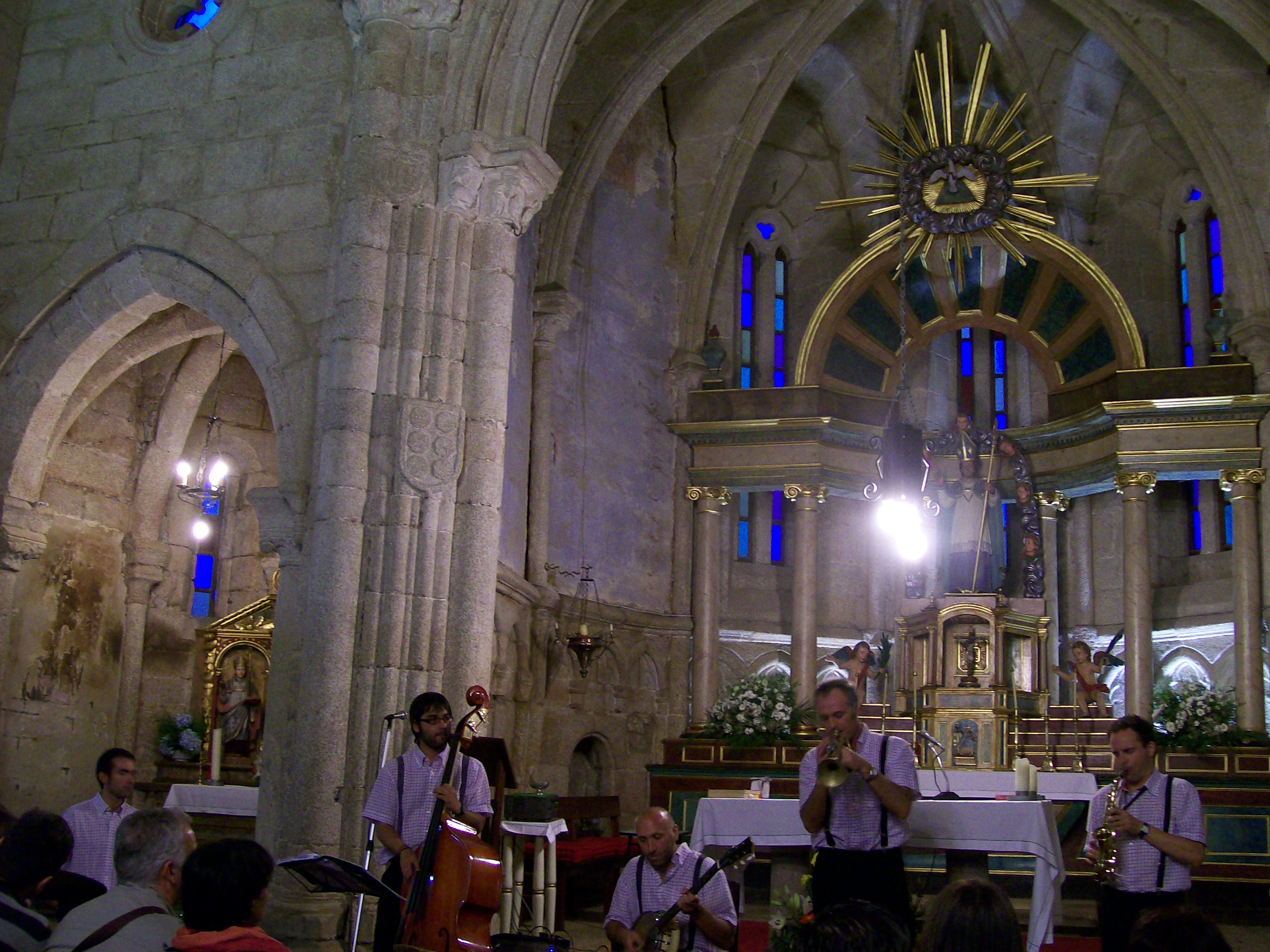
Concierto en la iglesia.

La planta es basilical, con tres naves de tres tramos cada una rematadas en tres ábsides poligonales. Sin embargo, del análisis de su trazado, pero sobre todo de su sección longitudinal, se deduce que se trata de una organización cruciforme que presagia una planta de cruz latina. Tanto los arcos fajones como los formeros son apuntados, sobre columnas formadas por hileras de semicolumnas cuadradas, de mayor tamaño que las correspondientes a los ejes principales de la iglesia, lo que crea una complejidad espacial que contrasta con el aspecto exterior de la iglesia. Las naves se cubren con cubierta de madera a dos aguas, excepto la correspondiente al teórico crucero, cubierto a cuatro aguas y ligeramente elevado en los dos aleros principales de la cubierta. En el muro norte de la iglesia se abre una capilla sepulcral, del siglo XV, cubierta con bóveda de crucería que parte de columnas arrodilladas en los ángulos y a la que se accede a través de un arco apuntado similar a los arcos triunfales.
También son apuntados los arcos triunfales que dan acceso a las capillas de los ábsides. El ábside central es heptagonal y los laterales pentagonales; se cubren con bóvedas de crucería. Las columnas que sostienen los nervios del ábside central se integran en un basamento corrido que forma un arco de tres arcos trilobulados en cada tramo similar a las ruinas de Santo Domingo de Pontevedra, al convento de Santo Domingo de Tuy y al convento de San Francisco de Pontevedra. Sólo los tres arcos de los dos primeros módulos del ábside se abren al friso con arcos de medio punto que lo comunican con los ábsides laterales. En los dos módulos siguientes, los arcos forman una especie de horno de gran profundidad. Sobre los arcos triunfales se abren tres rosetones, los laterales cuadrilobulados y el central de seis lóbulos.

### Exterior

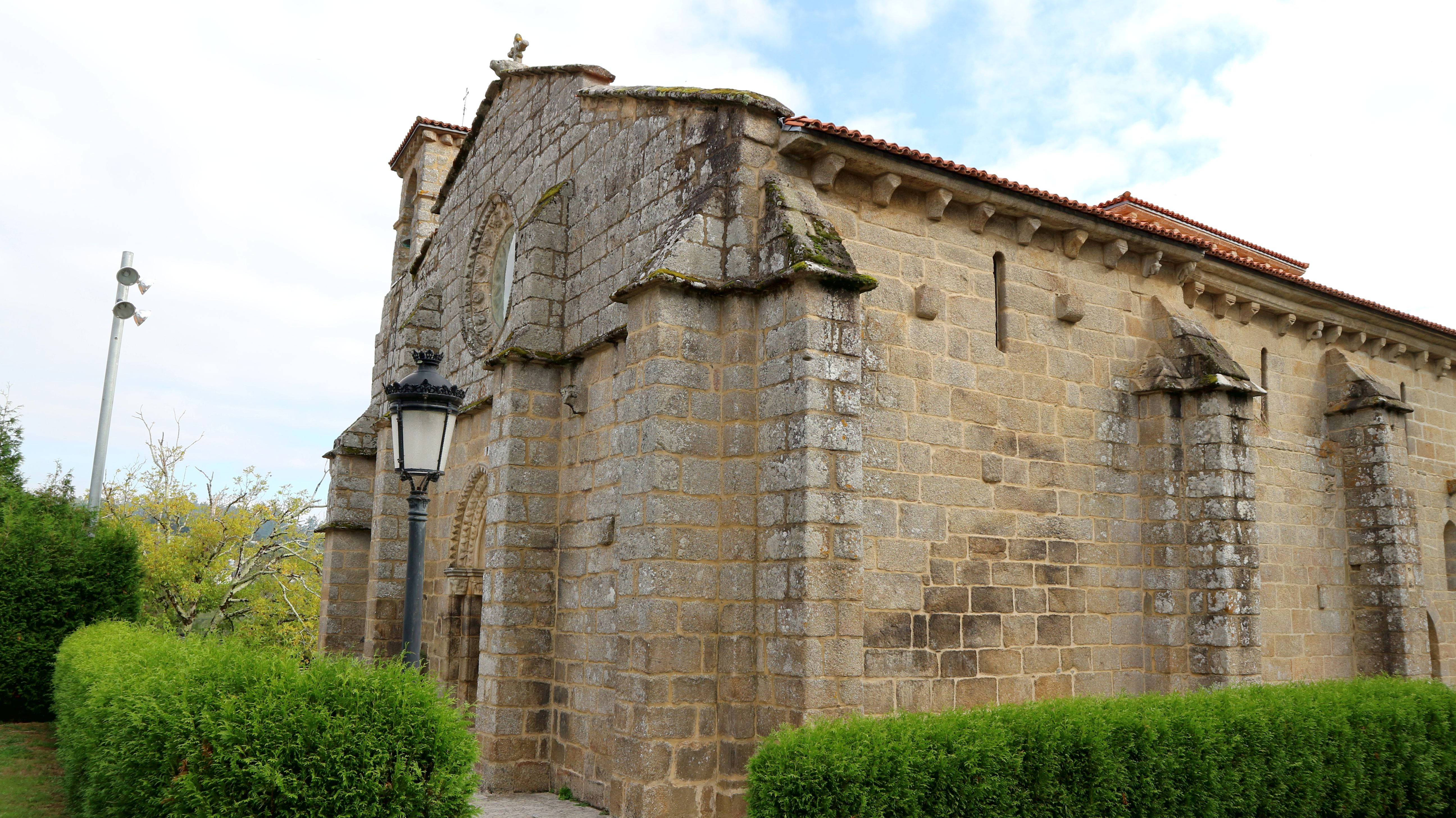
Vista del lateral y entrada principal

En general, tiene un aspecto marcadamente románico, a excepción de las esbeltas ventanas ojivales de los ábsides y de la capilla sepulcral. La fachada principal u occidental muestra una gran portada de triple arquivolta ligeramente apuntada sobre columnas arrodilladas que han desaparecido, conservándose únicamente las basas y capiteles. El tímpano presenta las figuras de San Benito y San Bernardo a los lados del Salvador. Sobre esta portada se abre un gran rosetón, ricamente decorado a pesar de su sencillez. La portada y el rosetón están enmarcados por dos grandes contrafuertes, que se repiten en las esquinas de la fachada y en las fachadas laterales. En el lado norte de la fachada principal e integrado en su base con ella, se levanta un modesto campanario de planta cuadrada y arcos de medio punto ligeramente apuntados en los cuatro vanos laterales.
En la fachada norte hay un pórtico, cuya construcción parece más elaborada y por tanto algo posterior a la de la fachada principal. Su composición es similar a esta última, con una triple arquivolta sobre columnas arrodilladas que en este caso aún se conservan completas. La arquivolta es también más apuntada que la fachada principal y enmarca un tímpano con la escena de la adoración de los Reyes Magos, iconografía que para Sá Bravo está muy extendida entre las iglesias góticas con reminiscencias románicas. La fachada está dividida en tres tramos mediante contrafuertes, entre los que se intercalan tres ventanas de siete puntas en la parte superior. La fachada sur presenta la misma disposición de contrafuertes y aleros más una portada sencilla y una ventana en arco de medio punto en la parte baja del tercer tramo.
En el exterior del ábside se aprecia perfectamente el carácter de arquitectura octogonal de estilo románico del templo. En este sentido, cabe destacar cómo los diseños claramente ojivales de las tres ventanas del ábside central, entre simples contrafuertes, contrastan con los vanos en los que se albergan, rematados en arcos de medio punto. Las ventanas de los ábsides laterales son más sencillas, también en arcos de medio punto y entre contrafuertes, sin traza. Los tres ábsides están rematados por voladizos sobre variados canecillos. En el alzado correspondiente a los ábsides destacan los tres rosetones de las cabeceras de las naves y la ventana de tracería ojival, que se sitúan en el lado este de la capilla sepulcral.